# Fundació Lucentum Alacant
La Fundació Lucentum Alacant, oficialment conegut com Fundación Lucentum Baloncesto, és un club de bàsquet de la ciutat d'Alacant. Nascut el 2015, pren el relleu del desaparegut Club Bàsquet Lucentum.
Conegut per motius de patrocini com HLA Alacant, el 2019 va ascendir a la LEB Or.

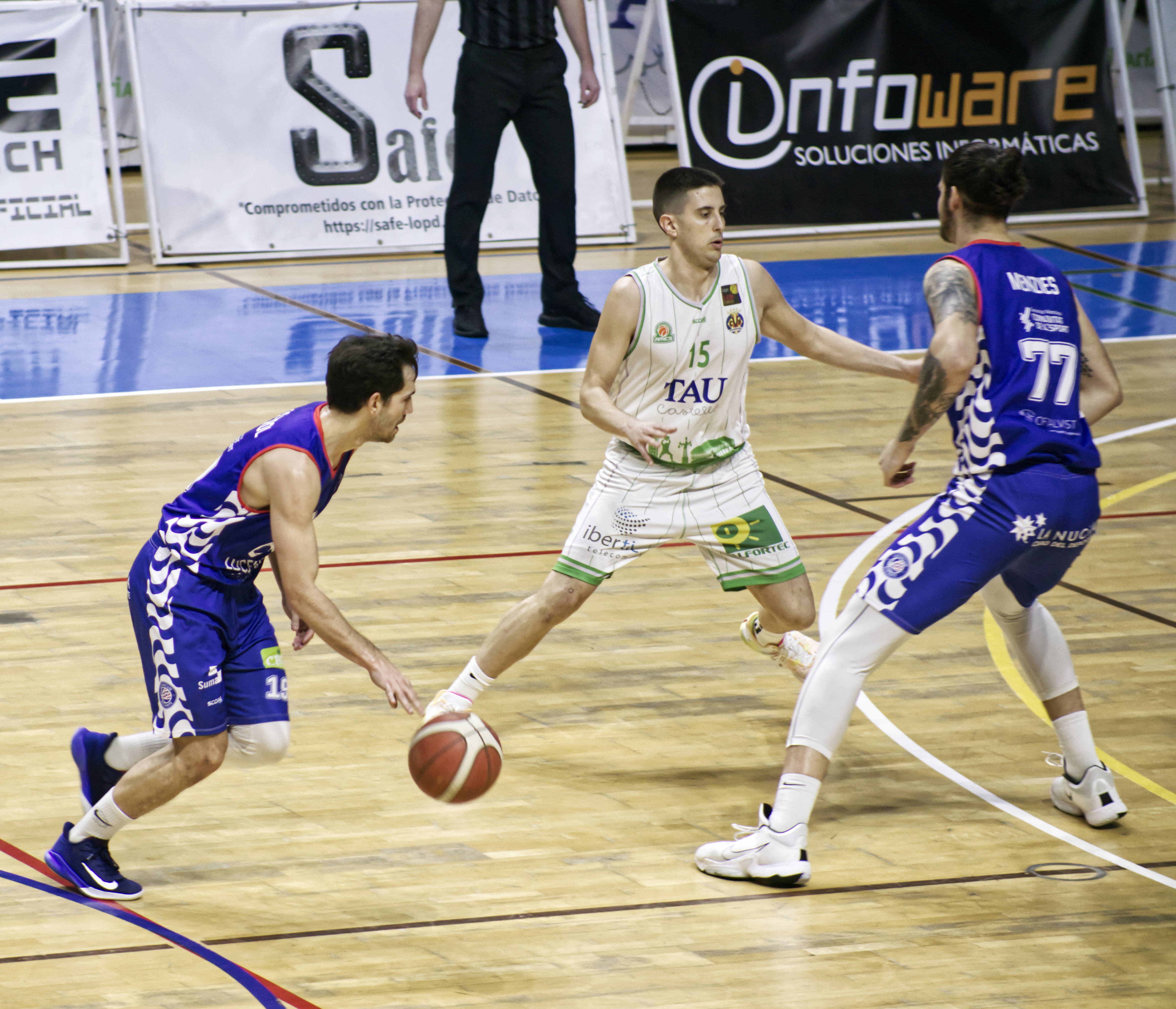
Partit entre Tau Castelló i Lucentum Alacant el 20 de març de 2022.